# Capità de Grup

Insígnia d'espatlla i bocamàniga de Capità de Grup

Capità de Grup (anglès: Group Captain) és un rang d'oficial superior de la Royal Air Force britànica, així com d'altres països que han tingut una influència britànica. És el rang immediatament superior a Comandant d'Ala i se situa just per sota de Comodor de l'Aire. S'abrevia  Gp Capt  i  Grp Cpt . Té un codi OTAN d'OF-5, i és equivalent als rangs de Capità a la Royal Navy i al de Coronel a l'Exèrcit britànic i als Marines Reials. El nom del rang és l'expressió completa ("Capità de Grup"); i mai no s'abrevia a "Capità".
El rang equivalent al Cos Auxiliar Femení de l'Aire (WAAF), al Cos Femení de l'Aire (WRAF) i al Servei d'Infermeria de la Reial Força Aèria Princesa Maria (PMRAFNS) era Oficial de Grup (Group Officer). El rang equivalent al Reial Cos d'Observadors era Capità Observador (Observer Captain), que tenia una insígnia de rang similar.

## Orígens
L'1 d'abril de 1918, la recentment creada RAF adoptà els seus títols d'oficials, amb els Capitans del Royal Naval Air Service i els Coronels del Royal Flying Corps esdevenint Coronels de la RAF. En resposta a la proposta que la RAF hauria de fer servir els seus propis títols de rang, se suggerí que es podrien fer servir els de la Royal Navy amb el prefix Air al davant del títol naval. Així doncs, el rang que posteriorment seria Capità de Grup hauria quedat com a Capità de l'Aire. Però, davant d'aquesta proposta, l'Almirallat objectà davant la modificació dels seus títols de rang. Se suggerí que els Coronels fossin anomenats Bannerets o Líders. Però el títol basat en el rang naval va ser preferit, i com els Coronels de la RAF normalment comandaven Grups, s'escollí finalment el títol de Capità de Grup. El rang de Capità de Grup s'ha fet servir de manera continuada des de l'1 d'agost de 1919.

## Ús
Encara que als inicis de la RAF els grups eren habitualment comandats per Capitans de Grup, a mitjans dels 20 eren comandats per Oficials de l'Aire. El comandant d'una estació de la RAF és habitualment un Capità de Grup. Al Cos d'Entrenament de l'Aire, un Capità de Grup és l'oficial comandant d'una regió.

## Insígnia i bandera

Bandera de comandament d'un Capità de Grup

La insígnia de rang està basada en les 4 barres dels Capitans de la Royal Navy, estant formada per 4 franges amples en blau clar, envoltades per una franja negra a cada costat. És lluït a la bocamàniga o a les espatlles. Els Capitans de Grup són el primer rang de la jerarquia de la RAF en portar una banda d'or a la visera de la gorra; però normalment porten la gorra habitual d'oficial de la RAF.
La bandera de comandament de Capità de Grup és similar a la de Comandant d'Ala, excepte que aquí hi ha una única franja vermella al centre, però ample. Només les banderes dels Comandants d'Ala i dels Capitans de Grup són triangulars en un costat.

## Capitans de Grup notables
- Leonard Cheshire, un pilot de bombarder de la Segona Guerra Mundial i treballador de caritat
- Douglas Bader, pilot de caça de la Segona Guerra Mundial i doblement amputat
- Hugh Dundas, pilot de caça de la Segona Guerra Mundial i el més jove en arribar al rang (24 anys)